# Paul Hansen (chanteur)
Pour les articles homonymes, voir Hansen.
Répertoire
Lohengrin
Tannhäuser
Parsifal
Die Meistersinger von Nürnberg
Paul Hansen (né le 3 avril 1886 à Copenhague, mort le 11 novembre 1967 à Helsinki) est un chanteur classique danois et acteur dans des films allemands.

## Biographie
Au début du XXe siècle, très jeune, Hansen est d'abord ciseleur de cuivre. Peu de temps après, il se forme au chant auprès du baryton Albert Høeberg et du ténor Hermann Spiro à Copenhague. Hansen fait ses débuts en tant que chanteur d'opéra, en tant que ténor en 1908 avec le rôle de Sverkel dans l'opéra Liden Kirsten de Johann Peter Emilius Hartmann, à l'opéra de Copenhague. Hansen est fidèle à ce lieu pendant les cinq années suivantes avant d'accepter un appel du Deutsche Oper Berlin en 1913. Dans la capitale allemande, Hansen reçoit une formation complémentaire de Lilli Lehmann, Luise Reuss-Belce et Richard Loewe. En 1919, il passe au registre du baryton, mais à partir de 1921, il reprend également des rôles de ténor, cette fois dans le thème du bouffon et de l'acteur de caractère.
Pendant son séjour à Berlin, le ténor vedette se voit offrir de nombreux rôles au cinéma muet, à commencer pendant la Première Guerre mondiale dans une adaptation de Cavalleria rusticana, l'opéra en un acte de Pietro Mascagni. Au début de la République de Weimar, Hansen est présent dans une vingtaine de films. En seulement cinq ans (1919 à 1924), Hansen travaille avec des réalisateurs de cinéma bien connus tels que Georg Jacoby, Hans Steinhoff, Georg Wilhelm Pabst et surtout Josef Stein et est le partenaire d'idoles du cinéma allemand comme Ossi Oswalda, Pola Negri, Harry Liedtke, Lil Dagover et dernièrement deux fois Henny Porten avant qu'il ne quitte l'écran en 1924.
Après avoir quitté Berlin en 1925, Hansen accepte un engagement au Théâtre russe de Gera, où il est adjoint du directeur artistique Walter Bruno Iltz. De temps en temps, il est à nouveau chanteur. De 1930 à 1932, Paul Hansen est directeur adjoint, metteur en scène et acteur au Theater Münster sous la direction d'Alfred Bernau, avant de partir en tournée. Lorsque les nazis prennent le pouvoir, Hansen le Danois retourne dans son pays natal, à Copenhague. Il termine en grande partie sa carrière sur scène et commence à travailler comme professeur de musique, une profession qu'il poursuit à Helsinki.
En changeant deux fois de registre vocal, le chanteur maîtrise un répertoire de plus de 150 parties et rôles chantés. Hansen fait sensation notamment avec les rôles wagnériens. Ses rôles de chant de scène les plus connus incluent les rôles-titres de Lohengrin, Tannhäuser, Parsifal et le chevalier Walther von Stolzing dans Die Meistersinger von Nürnberg. En tant que baryton, il a le rôle-titre de Rigoletto de Verdi.
Paul Hansen était marié à la chanteuse d'opéra Emma Vilmar, sa partenaire de cinéma dans Cavalleria rusticana.

## Filmographie
- 1917 : Cavalleria Rusticana
- 1918 : Weißes Gold
- 1918 : Der Freischütz
- 1919 : Kreuziget sie!
- 1919 : Wenn ein Mädchen hübsch ist
- 1919 : Reichsgräfin Gisela
- 1919 : Das Millionenmädel (de)
- 1920 : Die Herrin der Welt
- 1920 : Zigeunerblut
- 1920 : Die Jagd nach dem Tode (de)
- 1921 : Junge Mama
- 1922 : Tanja, die Frau an der Kette
- 1922 : Das Geheimnis der sieben Ringe
- 1922 : Lucifer
- 1922 : Die Flibustier
- 1922 : Die Dame in Grau
- 1923 : Tiefland
- 1923 : Inge Larsen
- 1924 : Comtesse Donelli